# Gran Premio de España de Motociclismo de 2018
El Gran Premio de España de Motociclismo de 2018 fue la cuarta prueba del Campeonato del Mundo de Motociclismo de 2018. Tuvo lugar el fin de semana del 4 al 6 de mayo de 2018 en el Circuito Permanente de Jerez, situado en la ciudad andaluza de Jerez de la Frontera, España.
La carrera de MotoGP fue ganada por Marc Márquez, seguido de Johann Zarco y Andrea Iannone. Lorenzo Baldassarri fue el ganador de la carrera de Moto2, Miguel Oliveira segundo y Francesco Bagnaia tercero. La carrera de Moto3 fue ganada por Philipp Öttl, seguido de Marco Bezzecchi y Marcos Ramírez.

## Resultados

### Resultados MotoGP
| Pos.    | N.º | Piloto            | Constructor | Vueltas | Tiempo    | Parrilla | Puntos |
| ------- | --- | ----------------- | ----------- | ------- | --------- | -------- | ------ |
| 1       | 93  | Marc Márquez      | Honda       | 25      | 41:39.678 | 5        | 25     |
| 2       | 5   | Johann Zarco      | Yamaha      | 25      | +5.241    | 3        | 20     |
| 3       | 29  | Andrea Iannone    | Suzuki      | 25      | +8.214    | 7        | 16     |
| 4       | 9   | Danilo Petrucci   | Ducati      | 25      | +8.617    | 9        | 13     |
| 5       | 46  | Valentino Rossi   | Yamaha      | 25      | +8.743    | 10       | 11     |
| 6       | 43  | Jack Miller       | Ducati      | 25      | +9.768    | 12       | 10     |
| 7       | 25  | Maverick Viñales  | Yamaha      | 25      | +13.543   | 11       | 9      |
| 8       | 19  | Álvaro Bautista   | Ducati      | 25      | +14.076   | 20       | 8      |
| 9       | 21  | Franco Morbidelli | Honda       | 25      | +16.822   | 15       | 7      |
| 10      | 36  | Mika Kallio       | KTM         | 25      | +19.405   | 19       | 6      |
| 11      | 44  | Pol Espargaró     | KTM         | 25      | +21.149   | 16       | 5      |
| 12      | 30  | Takaaki Nakagami  | Honda       | 25      | +21.174   | 14       | 4      |
| 13      | 38  | Bradley Smith     | KTM         | 25      | +21.765   | 21       | 3      |
| 14      | 53  | Esteve Rabat      | Ducati      | 25      | +22.103   | 17       | 2      |
| 15      | 45  | Scott Redding     | Aprilia     | 25      | +36.755   | 25       | 1      |
| 16      | 55  | Hafizh Syahrin    | Yamaha      | 25      | +41.861   | 22       |        |
| 17      | 10  | Xavier Siméon     | Ducati      | 25      | +49.241   | 24       |        |
| 18      | 17  | Karel Abraham     | Ducati      | 24      | +1 vuelta | 23       |        |
| Ret     | 99  | Jorge Lorenzo     | Ducati      | 17      | Caída     | 4        |        |
| Ret     | 4   | Andrea Dovizioso  | Ducati      | 17      | Caída     | 8        |        |
| Ret     | 26  | Dani Pedrosa      | Honda       | 17      | Caída     | 2        |        |
| Ret     | 35  | Cal Crutchlow     | Honda       | 16      | Caída     | 1        |        |
| Ret     | 12  | Thomas Lüthi      | Honda       | 11      | Caída     | 18       |        |
| Ret     | 42  | Álex Rins         | Suzuki      | 5       | Caída     | 6        |        |
| Ret     | 41  | Aleix Espargaró   | Aprilia     | 0       | Retirado  | 13       |        |
| Fuente: |     |                   |             |         |           |          |        |

### Resultados Moto2
| Pos.    | N.º | Piloto              | Constructor | Vueltas | Tiempo    | Parrilla | Puntos |
| ------- | --- | ------------------- | ----------- | ------- | --------- | -------- | ------ |
| 1       | 7   | Lorenzo Baldassarri | Kalex       | 23      | 39:33.889 | 1        | 25     |
| 2       | 44  | Miguel Oliveira     | KTM         | 23      | +2.851    | 14       | 20     |
| 3       | 42  | Francesco Bagnaia   | Kalex       | 23      | +6.250    | 3        | 16     |
| 4       | 97  | Xavi Vierge         | Kalex       | 23      | +6.953    | 7        | 13     |
| 5       | 54  | Mattia Pasini       | Kalex       | 23      | +10.138   | 10       | 11     |
| 6       | 41  | Brad Binder         | KTM         | 23      | +11.731   | 5        | 10     |
| 7       | 23  | Marcel Schrötter    | Kalex       | 23      | +18.138   | 20       | 9      |
| 8       | 22  | Sam Lowes           | KTM         | 23      | +18.677   | 8        | 8      |
| 9       | 27  | Iker Lecuona        | KTM         | 23      | +20.743   | 18       | 7      |
| 10      | 20  | Fabio Quartararo    | Speed Up    | 23      | +20.787   | 17       | 6      |
| 11      | 36  | Joan Mir            | Kalex       | 23      | +23.202   | 6        | 5      |
| 12      | 24  | Simone Corsi        | Kalex       | 23      | +23.419   | 13       | 4      |
| 13      | 45  | Tetsuta Nagashima   | Kalex       | 23      | +26.132   | 16       | 3      |
| 14      | 40  | Héctor Barberá      | Kalex       | 23      | +26.951   | 15       | 2      |
| 15      | 5   | Andrea Locatelli    | Kalex       | 23      | +27.121   | 19       | 1      |
| 16      | 64  | Bo Bendsneyder      | Tech 3      | 23      | +27.377   | 23       |        |
| 17      | 9   | Jorge Navarro       | Kalex       | 23      | +33.193   | 4        |        |
| 18      | 89  | Khairul Idham Pawi  | Kalex       | 23      | +33.834   | 25       |        |
| 19      | 32  | Isaac Viñales       | Kalex       | 23      | +44.651   | 21       |        |
| 20      | 3   | Lukas Tulovic       | KTM         | 23      | +49.048   | 24       |        |
| 21      | 21  | Federico Fuligni    | Kalex       | 23      | +50.333   | 32       |        |
| 22      | 18  | Xavi Cardelús       | Kalex       | 23      | +53.016   | 31       |        |
| 23      | 14  | Héctor Garzó        | Tech 3      | 23      | +59.489   | 30       |        |
| 24      | 95  | Jules Danilo        | Kalex       | 22      | +1 vuelta | 29       |        |
| Ret     | 4   | Steven Odendaal     | NTS         | 21      | Retirado  | 26       |        |
| Ret     | 16  | Joe Roberts         | NTS         | 18      | Caída     | 27       |        |
| Ret     | 73  | Álex Márquez        | Kalex       | 10      | Caída     | 2        |        |
| Ret     | 52  | Danny Kent          | Speed Up    | 10      | Caída     | 11       |        |
| Ret     | 63  | Zulfahmi Khairuddin | Kalex       | 9       | Caída     | 33       |        |
| Ret     | 62  | Stefano Manzi       | Suter       | 8       | Retirado  | 22       |        |
| Ret     | 13  | Romano Fenati       | Kalex       | 6       | Caída     | 9        |        |
| Ret     | 51  | Eric Granado        | Suter       | 2       | Retirado  | 28       |        |
| Ret     | 10  | Luca Marini         | Kalex       | 0       | Caída     | 12       |        |
| 1.      |     |                     |             |         |           |          |        |
| Fuente: |     |                     |             |         |           |          |        |

### Resultados Moto3
| Pos.    | N.º | Piloto                 | Constructor | Vueltas | Tiempo    | Parrilla | Puntos |
| ------- | --- | ---------------------- | ----------- | ------- | --------- | -------- | ------ |
| 1       | 65  | Philipp Öttl           | KTM         | 22      | 39:39.799 | 2        | 25     |
| 2       | 12  | Marco Bezzecchi        | KTM         | 22      | +0.059    | 5        | 20     |
| 3       | 42  | Marcos Ramírez         | KTM         | 22      | +3.733    | 17       | 16     |
| 4       | 72  | Alonso López           | Honda       | 22      | +3.515    | 6        | 13     |
| 5       | 5   | Jaume Masiá            | KTM         | 22      | +3.958    | 25       | 11     |
| 6       | 24  | Tatsuki Suzuki         | Honda       | 22      | +4.000    | 9        | 10     |
| 7       | 21  | Fabio Di Giannantonio  | Honda       | 22      | +4.033    | 3        | 9      |
| 8       | 84  | Jakub Kornfeil         | KTM         | 22      | +4.161    | 15       | 8      |
| 9       | 27  | Kaito Toba             | Honda       | 22      | +4.171    | 10       | 7      |
| 10      | 19  | Gabriel Rodrigo        | KTM         | 22      | +4.216    | 20       | 6      |
| 11      | 23  | Niccolò Antonelli      | Honda       | 22      | +4.176    | 4        | 5      |
| 12      | 71  | Ayumu Sasaki           | Honda       | 22      | +4.264    | 23       | 4      |
| 13      | 16  | Andrea Migno           | KTM         | 22      | +8.166    | 18       | 3      |
| 14      | 76  | Makar Yurchenko        | KTM         | 22      | +8.382    | 12       | 2      |
| 15      | 32  | Ai Ogura               | Honda       | 22      | +27.297   | 19       | 1      |
| 16      | 7   | Adam Norrodin          | Honda       | 22      | +27.346   | 29       |        |
| 17      | 8   | Nicolò Bulega          | KTM         | 22      | +27.574   | 22       |        |
| 18      | 11  | Livio Loi              | KTM         | 22      | +27.599   | 26       |        |
| 19      | 41  | Nakarin Atiratphuvapat | Honda       | 22      | +27.795   | 27       |        |
| 20      | 22  | Kazuki Masaki          | KTM         | 22      | +37.042   | 13       |        |
| Ret     | 33  | Enea Bastianini        | Honda       | 18      | Caída     | 7        |        |
| Ret     | 14  | Tony Arbolino          | Honda       | 18      | Caída     | 21       |        |
| Ret     | 88  | Jorge Martín           | Honda       | 18      | Caída     | 1        |        |
| Ret     | 44  | Arón Canet             | Honda       | 18      | Caída     | 14       |        |
| Ret     | 75  | Albert Arenas          | KTM         | 13      | Retirado  | 24       |        |
| Ret     | 48  | Lorenzo Dalla Porta    | Honda       | 0       | Retirado  | 8        |        |
| Ret     | 10  | Dennis Foggia          | KTM         | 0       | Caída     | 11       |        |
| Ret     | 17  | John McPhee            | KTM         | 0       | Retirado  | 16       |        |
| Ret     | 52  | Jeremy Alcoba          | Honda       | 0       | Retirado  | 28       |        |
| DNS     | 40  | Darryn Binder          | KTM         |         | No corrió |          |        |
| 1. 2.   |     |                        |             |         |           |          |        |
| Fuente: |     |                        |             |         |           |          |        |